# シド・ホーア
シドニー・レジナルド・ホーア（Sydney Reginald Hoare、1939年7月18日 - 2017年9月12日）は、イギリスの柔道家。1964年夏季オリンピック柔道イギリス代表選手。1965年ヨーロッパ柔道選手権大会銀メダリスト。